# Олигокифус
Олигокифус (лат. Oligokyphus, от др.-греч. ὀλῐγο- +κῡφός «немного согнувшийся») — представитель тритилодонтов, наиболее позднего семейства цинодонтов, живший в конце триаса — начале юрского периода.

## Особенности и повадки
Маленькое животное, около 50 сантиметров в длину. Оно имело длинное тонкое тело и напоминало по внешнему виду ласку. Конечности располагались непосредственно под телом, как у современных млекопитающих. Особенности плечевого пояса и передних конечностей заставляют думать, что этим животным приходилось копать норы. Эти животные, вероятно, были чрезвычайно активны и зарывались в опавшие листья и грязь, что может свидетельствовать о схожести повадок с грызунами и кроликами. Олигокифус, вероятно, мог подниматься вертикально, как некоторые современные грызуны, наподобие сусликов. Благодаря длинному, как у ласки, телу, олигокифус мог доставать до более высоких растений, просто стоя на задних лапах. Вероятно, хорошо использовал передние конечности для поедания семян и других частей растений. Обмен веществ частично или полностью эндотермический.

## Ископаемые находки
Хотя олигокифус был очень распространён, до 1953 года не было найдено существенных окаменелостей представителей этой группы. Первые данные об этом роде были получены из формации Кайента на гребне хребта в северо-восточной Аризоне. Многочисленные образцы олигокифуса хранятся в Гарвардском университете и Музее Северной Аризоны «Silty Facies». Многие окаменелости были также обнаружены по всей Великобритании, Германии и в Китае. Некоторые фрагменты были обнаружены в Антарктиде.

## Причины вымирания
Одна причина вымирания — невозможность конкурировать с уже появившимися к этому времени млекопитающими на той же территории.
Другая причина вымирания этого животного могла быть связана с развитием новых растений, а также с изменением климата.